# Боснийско-черногорские отношения
Боснийско-черногорские отношения — двусторонние дипломатические отношения между Боснией и Герцеговиной (БиГ) и Черногорией. Протяжённость государственной границы между странами составляет 242 км.

## История
До 1991 года Черногория и Босния и Герцеговина являлись частью Социалистической Федеративной Республики Югославии (СФРЮ). 
В мае 2015 года парламент Боснии и Герцеговины отклонил резолюцию о территориальных претензиях к Черногории, что привело к улучшению отношений между странами и назначению нового посла БиГ в Подгорице. В августе 2015 года лидеры обеих стран подписали соглашение о демаркации государственной границы. 
В марте 2017 года президент Черногории Филип Вуянович сделал заявление, что боснийско-черногорские отношения являются позитивным примером для остальных стран региона. В ноябре 2018 года генеральный секретарь правительства Черногории Наташа Пешич сделала заявление, что её страна поддерживает стремление БиГ стать членом НАТО и Европейского союза.

## Торговля
В 2017 году Черногория экспортировала товаров в БиГ на сумму 54,6 млн долларов США. В 2018 году БиГ экспортировала товаров в Черногорию на сумму 183,2 млн долларов США.

## Дипломатические представительства
- Босния и Герцеговина имеет посольство в Подгорице[8].
- У Черногории имеется посольство в Сараево[9].